# Jan-Uwe Rogge

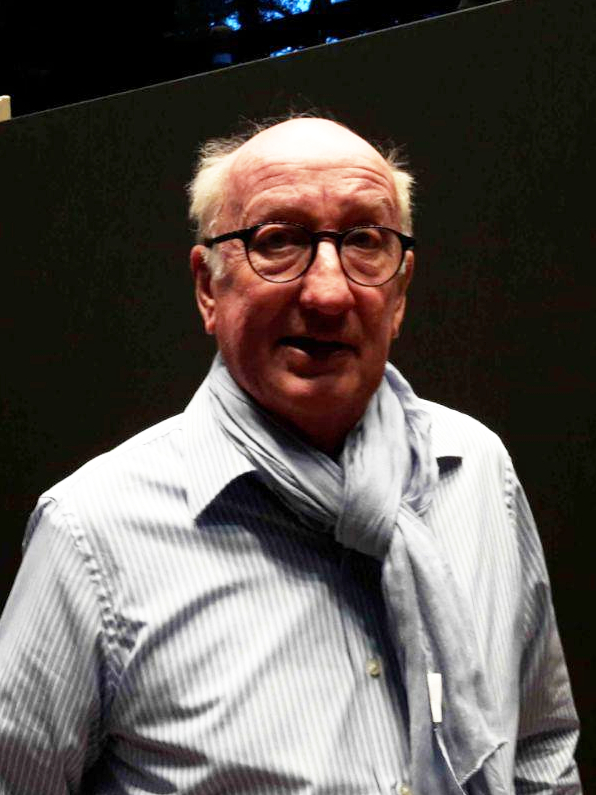
Jan-Uwe Rogge (2019)

Jan-Uwe Rogge (* 1947 in Stade) ist ein deutscher Autor, Erziehungsberater und Kolumnist.

## Leben, Ausbildung und berufliches Wirken
Nach Abitur (1967) und Militärdienst bei der Marine studierte Rogge an der Universität Tübingen Germanistik, Politische Wissenschaften und Kulturwissenschaften. Er promovierte zum Thema Kindermedien zum Dr. rer. soc. (Verhaltens- und Sozialwissenschaften).
Von 1976 bis 1985 war er Wissenschaftlicher Mitarbeiter beim Ludwig-Uhland-Institut für empirische Kulturwissenschaft an der Universität Tübingen und leitete mehrere Forschungsprojekte zu den Themen Familie, Kindheit und Medien. Neben Fachveröffentlichungen in Fachzeitschriften und Büchern verfasste er auch eigenständige Publikationen. Gleichzeitig bildete er sich zum Familien- und Kommunikations-Berater weiter und gibt seit 1985 sein Wissen in Seminaren und Vorträgen im In- und Ausland an Familien, Eltern und Pädagogen weiter.
Seine seit 1984 verfassten Bücher zu Erziehungsfragen wurden teilweise Bestseller und wurden in zahlreiche Sprachen übersetzt. Er gilt als Erziehungsexperte und war mehrfach Gast in Rundfunk- und Fernsehsendungen. Seit vielen Jahren ist er monatlicher Kolumnist in der österreichischen Zeitschrift Welt der Frauen. Zusammen mit Angelika Bartram hat er mehrere Kinderbücher verfasst. Seit 2024 ist er Mitveranstalter verschiedener Online-Summits, die Eltern Hilfestellung bei der Kindererziehung geben sollen.
Rogge ist seit 1983 mit Regine Rogge, die von 1974 bis 2000 im Schuldienst tätig war und nun gemeinsam mit ihm Seminare abhält, verheiratet und lebt mit ihr in der Nähe von Hamburg. Aus der Ehe ging ein inzwischen erwachsener Sohn hervor.

## Rezeption
In ihrer Dissertation kritisiert Sabine Jahn, Rogge gebe wenig konkrete Informationen zu Erziehungsmaßnahmen, da er sie hauptsächlich moralisch entlaste und die Schuld an Erziehungsproblemen einseitig dem Kind zuschreibe. Der Autor erkläre die Erziehungssituationen nicht im Beziehungskontext; er analysiere sie nur im Hinblick auf sein pädagogisches Konzept. „Die Interaktionen der Eltern und Kinder in den Beispielen dienen dazu, die Leser emotional zu beeinflussen. Die pädagogische Argumentation ist unvollständig; nur durch die moralische Logik von Rogges vielfältigen Situationen wird der Erfolg seiner Pädagogik gestützt.“

## Bibliografie (Auswahl)

### Kinder- und Jugendliteratur
- Kleine Helden - großer Mut: Geschichten, die stark machen. Zus. mit Angelika Bartram. Rowohlt, Hamburg 2006 (6. Aufl. 2011).
- Kleine Helden - Riesenwut: Geschichten, die stark machen. Zus. mit Angelika Bartram. Rowohlt, Hamburg 2007.
- Kleine Helden - dicke Freunde: Geschichten, die stark machen. Zus. mit Angelika Bartram. Gräfe und Unzer, München 2008.
- Dreiminuten-Zahnputzgeschichten. Zus. mit Angelika Bartram. Rowohlt, Hamburg 2010.
- Kleine Helden - große Reise: Geschichten, die stark machen. Zus. mit Angelika Bartram. Gräfe und Unzer, München 2011.

### Sachbücher (Ratgeber)
- Kinder können fernsehen. Vom Umgang mit der Flimmerkiste. Rowohlt, Hamburg 2001 (2. Aufl.).
- Sexualität im Kindes- und Jugendalter: Ein Handbuch. ÖBV & HPT, 2003.
- Lauter starke Jungen: ein Buch für Eltern. Zus. mit Bettina Mähler. Rowohlt, Hamburg 2003.
- Spiele gegen Ängste: Phantasiespiele, die stark machen, Abenteuerspiele, die Sicherheit geben, Mutmachspiele, die Ungeheuer vertreiben. Zus. mit Angelika Bartram. Rowohlt, Hamburg 2004.
- Kinder brauchen Grenzen - Eltern setzen Grenzen. Rowohlt, Hamburg 2004.
- Wut tut gut: Warum Kinder aggressiv sein dürfen. Rowohlt, Hamburg 2005.
- Der große Erziehungsberater. Rowohlt, Hamburg 2005.
- Wenn Kinder trotzen. Rowohlt, Hamburg 2006.
- Der kleine Erziehungshelfer. Rowohlt, Hamburg 2007.
- Kinder dürfen aggressiv sein. Rowohlt, Hamburg 2007.
- Von wegen aufgeklärt! Sexualität bei Kindern und Jugendlichen. Rowohlt, Hamburg 2008.
- Viel Spaß beim Erziehen!: ein Buch für alle unvollkommenen Eltern. Zus. mit Angelika Bartram. Gräfe und Unzer, München 2009.

Neuauflage: Viel Spaß beim Erziehen!: ein Buch für unvollkommene Eltern. Zus. mit Angelika Bartram. Rowohlt, Hamburg 2011.
- Der Erziehungstest - 111 Fragen und Antworten. Rowohlt, Hamburg 2010.
- Eltern setzen Grenzen: Partnerschaft und Klarheit in der Erziehung. Rowohlt, Hamburg 2010.
- Erziehung - die 111 häufigsten Fragen und Antworten. Rowohlt, Hamburg 2010.
- Pubertät - Loslassen und Haltgeben. Rowohlt, Hamburg 2010.
- Das neue Kinder brauchen Grenzen. Rowohlt, Hamburg  2011.
- Kinder fragen nach Gott: wie spirituelle Erziehung Familien stärkt. Zus. mit Anselm Grün. Rowohlt, Hamburg 2011.
- Kinder wollen Antworten: Wie spirituelle Erziehung Familien stärk. Zus. mit Anselm Grün. Rowohlt, Hamburg 2012.
- Wie Erziehung garantiert misslingt: Warum es leicht ist, es sich schwer zu machen und einfach, das zu ändern. Zus. mit Angelika Bartram. Gräfe und Unzer, München 2013.
- Der große Erziehungs-Check: die besten Konzepte im Vergleich. Klett-Cotta, Stuttgart 2014.
- Warum Raben die besseren Eltern sind. Zus. mit Angelika Bartram. Gräfe und Unzer, München 2014.
- Lasst die Kinder träumen: warum Phantasie wichtiger ist als Wissen. Zus. mit Angelika Bartram. Rowohlt, Hamburg 2015.
- Wie Sie reden, damit Ihr Kind zuhört und wie Sie zuhören, damit Ihr Kind redet. Zus. mit Angelika Bartram. Gräfe und Unzer, München 2017.
- Meine kleine Erziehungstrickkiste. Gräfe und Unzer, München 2019.
- So grosse Gefühle!. Zus. mit Anselm Grün. Gräfe und Unzer, München 2020.
- Geschwister - eine ganz besondere Liebe. Zus. mit Alu Kitzerow u. Konstantin Manthey. Gräfe und Unzer, München 2021.
- Gelassen erziehen, stark begleiten. Die 7 Zauberformeln für Vertrauen, Humor und klare Orientierung. Verlagshaus Stopfer, Frankfurt am Main 2025.